# Процесс расистов-туранистов

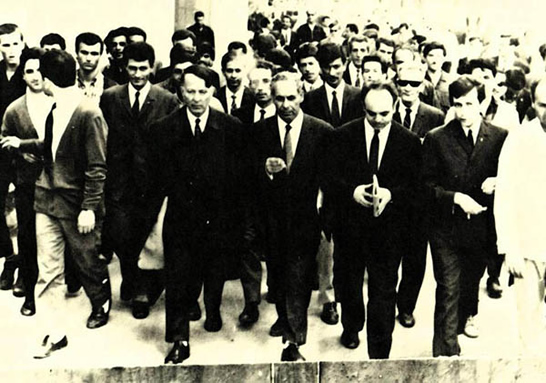
Нихаль Атсыз (четвёртый справа в переднем ряду) во время процесса.

Процесс расистов-туранистов (тур. Irkçılık-Turancılık davası) — проходивший в Турции в период с 7 сентября 1944 года по 29 марта 1945 года судебный процесс над 23 активистами пантюркизма и пантуранизма. К различным мерам пресечения были приговорены Зеки Валиди Тоган, Алпарслан Тюркеш, Нихаль Атсыз, его брат Недждет Санчар, Реха Огуз Тюрккан, Джихат Саваш Фер, Нуруллах Барыман, Фетхи Теветоглу, Джеббар Шенел и Джемаль Огуз Оджал.

## Предыстория
Журналист, писатель и идеолог пантюркизма Нихаль Атсыз был убеждён, что коммунизм является для Турции угрозой, а правительство не только не предпринимает мер по борьбе с ним, но и допустило коммунистов в свой состав. Атсыз написал в издаваемом им журнале «Орхун» две статьи, в которых отстаивал эту точку зрения. В первой из этих двух статей, которая вышла, 1 марта 1944 года, Нихаль Атсыз привёл цитату из речи премьер-министра Шюкрю Сараджоглу, произнесённой им в парламенте 5 августа 1942 года:

Мы тюрки, а тюрки всегда остаются тюрками. Для нас тюркизм в крови столь же важен, как и в сознании и культуре. Мы не те тюрки, которые ослабеют или уменьшатся. Мы тюрки, которые растут и намереваются расти дальше. И мы всегда будем работать над этим.

Атсыз считал, что правительство не предпринимает никаких мер для борьбы с коммунистической угрозой. В своей второй статье, вышедшей 1 апреля 1944 года, он перечислил ряд людей, которые, по мнению Атсыза, являлись коммунистами, особо он выделил министерство образования Турции, которое назвал «коммунистическим». Среди названных Атсызом людей были Гиритли Ахмед Джевад Эмре, Пертев Налили Боратав, Сабахаттин Али, Садреттин Джелал Антел, а также министр образования Хасан Али Юджель, которого Нихаль Атсыз призвал уйти в отставку. После публикации статей Атсыза в Анкаре и Стамбуле прошли несколько акций протеста против «коммунистической угрозы».
По совету министра образования Хасана Али Юджеля и журналиста Фалиха Рыфкы Атая писатель Сабахаттин Али, которого Нихаль обвинил в работе на коммунистов, подал на Атсыза в суд. Процесс начался 26 апреля 1944 года и привлёк значительное число студентов, зал суда был переполнен. На первом заседании Атсыз обвинил Али в измене родине и потребовал от него сознаться в этом. Рассмотрение было отложено до 3 мая.

## Протесты 3 мая
Второму заседанию суда предшествовали массовые демонстрации в Анкаре в поддержку Атсыза, в которых участвовали тысячи человек. После того, как демонстрантов не пустили в зал суда, они собрались на площади Улус, начали петь национальный гимн и скандировать антикоммунистические лозунги. Затем демонстранты намеревались пойти к премьер-министру Шюкрю Сараджоглу, но им помешала полиция. 165 человек были арестованы.
Алпарслан Тюркеш так описывал эти события:

Как возможно было протестовать против национального лидера (Исмета Инёню) и его министерства образования? Ни одной акции протеста нельзя было провести без одобрения национального лидера. Демократия, равенство, свобода, молодёжь… всё это было пустыми словами для правительства Турции в 1944 году. Одобрение народа и восторги молодёжи должны были доставаться лишь правительству.

Полиция смела демонстрантов, Алпарслан Тюркеш, который был среди них, позднее вспоминал:

Молодёжь, с энтузиазмом вышедшая на улицы 3 мая, была безжалостно избита. … У многих были сломаны руки или рёбра.

9 мая 1944 года Атсыз был вновь арестован, он был обвинён в создании организации, намеревавшейся свергнуть правительство. 6 мая 1944 года был запрещён издаваемый им журнал «Орхун».

## Процесс расистов-туранистов
Второй процесс начался 18 мая 1944 года в Стамбуле и продолжался вплоть до 31 марта 1947 года. Всего было 65 заседаний, 23 обвиняемых. 13 человек были оправданы, остальные десять — приговорены к различным тюремным срокам. В своей речи на суде Атсыз заявил, что туранизм жизненно необходим для выживания тюрков, он привёл несколько примеров из истории, когда тюрки проигрывали свои битвы из-за предательства нетюркских частей. Также Атсыз заявил, что Великий визирь Османской империи Дамат Ферид-паша, подписавший Севрский мирный договор, имеет армянские корни, это, по мнению Атсыза, являлось доказательством его правоты. Также Атсыз заявил:
Я — тюркист. Тюркизм — это национализм. Также он включает в себя расизм и туранизм. Расизм и туранизм не нарушают Конституцию. Ни один человек не может преследоваться по обвинению, которого нет в Уголовном Кодексе. Государство само проявило расизм и туранизм, присоединив Хатай.

26 августа 1946 года после подачи жалоб на плохое обращение и пытки в тюрьме процесс вновь был возобновлён в военно-кассационном суде. 31 марта 1947 года все подсудимые были помилованы. Также суд заявил, что демонстрации 3 мая 1944 года был выражением протеста национальной идеологии против ненациональной идеологии. Под «ненациональной идеологией» понимался коммунизм. Причиной того, что в 1944 и 1947 годах были вынесены различные решения являлась начавшаяся Холодная война, а также то, что в марте 1945 года СССР заявил о необходимости пересмотра заключённых в 1920-х годах договоров о советско-турецкой границе.
3 мая отмечается в ряде стран как день тюркизма или тюркской солидарности.